# Cupertino
Cupertino er en by i Santa Clara County, Californien, USA, med 60.000 indbyggere. Byen betragtes som en del af Silicon Valley og er også kendt for at huse computergiganten Apple. I 2012 fik Apple tilladelse til at bygge sit nye hovedkvarter i byen. Bygningen huser omkring 14.000 ansatte, og ifølge Apples CEO Tim Cook vil det blive den grønneste bygning på jorden.